# Bourg-en-Bresse
Bourg-en-Bresse je francouzské město v regionu Auvergne-Rhône-Alpes, hlavní město (prefektura) departementu Ain. V roce 2012 zde žilo 40 171 obyvatel. Je centrem arrondissementu Bourg-en-Bresse.